# Mopalia middendorffii
Mopalia middendorffii är en blötdjursart som först beskrevs av von Schrenck 1861.  Mopalia middendorffii ingår i släktet Mopalia och familjen Mopaliidae. Inga underarter finns listade i Catalogue of Life.